# Мидзуки, Сигэру
Сигэру Мидзуки (水木 しげる, 8 марта 1922, Осака — 30 ноября 2015, Митака) — известный японский мангака и фольклорист, который популяризовал жанр историй о традиционной японской нечисти. Он наиболее известен своей работой «Китаро с кладбища», а также её аниме-адаптацией и многочисленными продолжениями.

## Биография

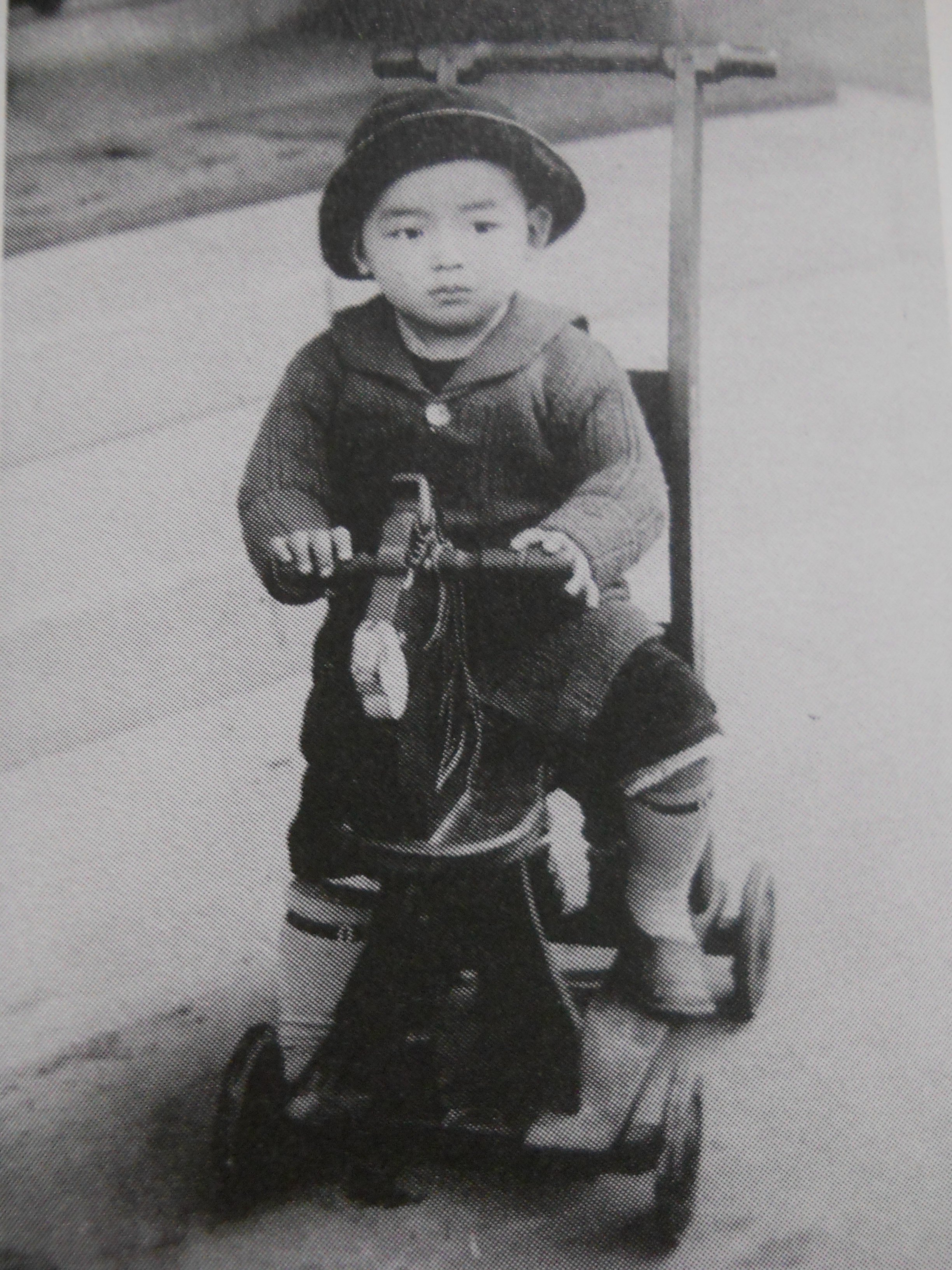
Сигэру в возрасте трёх лет

### Детство
Сигэру родился 8 марта 1922 года в Осаке под именем Сигэру Мура (武良 茂). Он был средним сыном в семье Рёити и Котоэ Мура. Почти сразу после рождения вместе со старшим братом и матерью он переехал в городок Сакаиминато в префектуре Тоттори, где провёл детство. Здесь он познакомился с Фусой Кагэямой, старушкой-соседкой, которая зарабатывала, выполняя работу по дому, в том числе в доме семейства Мура. Фуса Кагэяма увлечёт юного Сигэру рассказами о ёкаях и сама станет персонажем его манги — Бабушкой Ноннон (ноннон — не имя, а звукоподражание монотонному молитвенному речитативу).
Отец Сигэру Рёити Мура работал бухгалтером, впоследствии основал фирму по импорту и продаже сельскохозяйственной техники, однако разорился. Он был человеком, увлечённым прогрессом и достижениями техники. После переезда к семье в Сакаиминато он попытался открыть здесь кинотеатр, но опять же «прогорел».
Несмотря на образованных родителей, Сигэру никогда не отличался рвением к учёбе, по этой причине родители отдали его в школу на год позже. Сигэру учился плохо, часто просыпал уроки и не получил диплома о школьном образовании. С детства увлечённый рисунком, он планировал поступить в художественную школу Мусасино. Однако оказалось, что диплом об образовании для поступления необходим. Чтобы получить его, он поступил в вечернюю школу, но вскоре, в 1942 году, был отчислен из-за мобилизации на войну.

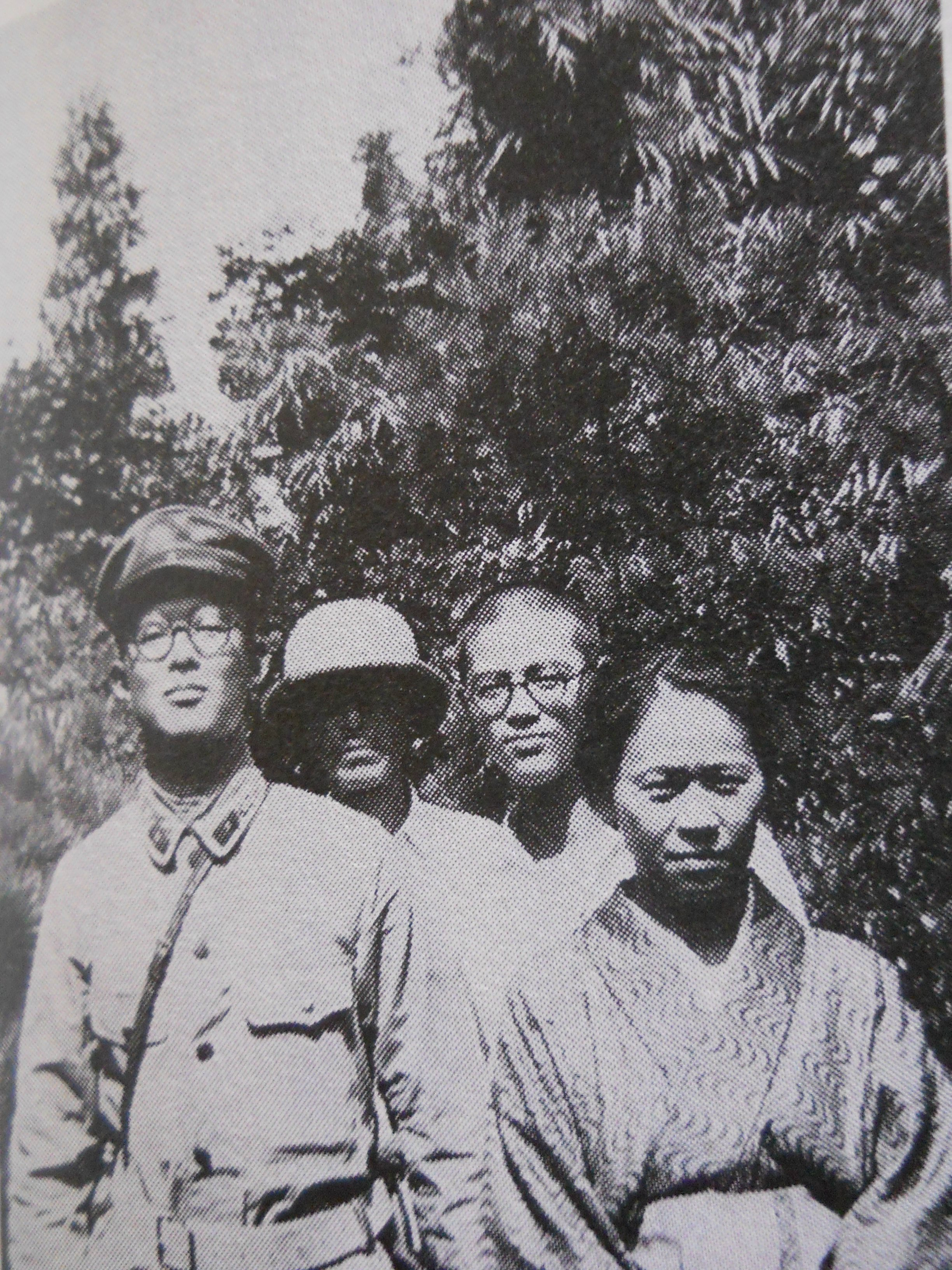
Сигэру Мура с семьёй (слева направо): Сигэру, отец, младший брат Юкио, мать. Незадолго до отправки на фронт, прибл. октябрь-ноябрь 1942 года

### Военные годы
Сигэру проходил службу на островах Папуа — Новая Гвинея, в частности на Новой Британии и Рабауле. Период военной службы Сигэру подробно описан в его манге «Дан приказ умереть!». Служба проходила в тяжёлых условиях. Из-за малярии Сигэру был госпитализирован. По его собственным рассказам, он подслушал разговор врачей, которые обсуждали, что дни Сигэру сочтены и поэтому не стоит тратить на него лекарства. Сигэру симулировал прилив сил и повышенный аппетит, чтобы лечение продолжили. Однако вскоре госпиталь подвергся бомбардировке. Сигэру потерял левую руку, которая была ведущей. Ампутацию без анестезии провёл один из выживших медиков, дантист по специальности.
Из-за тяжёлого ранения в 1945 году Сигэру был переведён в военный госпиталь в тылу, где лечение было лучше.
Комиссованный по ранению, Сигэру вернулся в отчий дом. Родители всячески старались поддержать сына. Мать выполняла домашнюю работу не используя левую руку, а отец пытался подыскать для сына спокойную уединённую работу, например, смотрителя маяка. Однако сам Сигэру не отчаивался, в интервью он неоднократно подчеркивал, что испытывал счастье от того, что остался в живых. Он начал переучиваться рисовать правой рукой и нашёл подработку в красильной мастерской.

### Начало карьеры
В 1948 году Сигэру наконец поступил в художественную школу. К тому времени он уже несколько лет был коммерсантом: продавал рис, рыбу, а потом купил четыре велосипеда, которые сдавал в аренду велорикшам. Послевоенная Япония переживала тяжёлый кризис; Сигэру понимал, что одни занятия рисунком не смогут его прокормить. На собственные сбережения и средства семьи он приобрёл небольшой доходный дом в городе Кобе, квартиры в котором сдавал внаём. Дом располагался на улице Мидзуки, художник так и назвал свой дом: «Апартаменты Мидзуки». Одним из постояльцев оказался ученик мастера камисибай, который и познакомил его с профессией. Сигэру начал рисовать иллюстрации для камисибай. Мастер камисибая Кацумару Судзуки, для которого Сигэру Мару рисовал иллюстрации, никак не мог запомнить его фамилию, и представлял художника по адресу проживания — «Мидзуки-сан». Вскоре Сигэру стал использовать псевдоним.
В 1953 году Мидзуки не смог больше содержать апартаменты. Несмотря на усиленную работу для камисибай, сам жанр терял популярность. Почувствовав изменившуюся конъюнктуру, Мидзуки перебрался в Токио, где предложил свои работы в несколько издательств, которые выпускали набиравшую популярность мангу. Этот период жизни подробно описан художником в манге «Гроссбух Китаро». В 1958 году была опубликована его первая манга «Человек-ракета»: научно-фантастический боевик, копирующий элементы американского супергеройского комикса. В частности, главный герой практически срисован с Супермена.

### Популярность
В начале карьеры мангаки Мидзуки копировал американские комиксы, но придавал историям японский антураж. Его любимой серией была «Байки из склепа». Сигэру Мидзуки начинал с юмористических и военных историй, рисовал сёдзё-мангу, но постепенно стал переходить к научной-фантастике и жанру ужасов. Работа мангаки хорошо оплачивалась: гонорар за том в сто двадцать листов составлял от двадцати пяти до тридцати тысяч иен, в то время как зарплата госслужащих была менее десяти тысяч иен. В 1961 году, когда родственники устроили смотрины с его будущей женой, Мидзуки произвёл на неё впечатление такой состоятельностью. Уже после свадьбы Нуноэ Иидзука была неприятно удивлена скромным жилищем и бедным бытом молодого художника. Дело в том, что гонорары были непостоянными. Мидзуки не всегда успевал закончить мангу в срок, после чего её отказывались покупать. В иной раз издательства просто не принимали те сюжеты и истории, которые он предлагал, считая их слишком мрачными. Чтобы заработать, Мидзуки рисовал параллельно для нескольких издательств под псевдонимами, например, Мотэцу Мура, Синъитиро Адзума, Синъитиро Хигаси и другими, в том числе женскими, например Ёко Мидзуки.

Первоначальное изображение персонажа Китаро для камисибай

Первые истории о мальчике-ёкае Китаро Мидзуки написал ещё в 1960 году, однако по разным причинам, в основном финансовым, они не превратились в сериал. В августе 1965 года в журнале Weekly Shonen Magazine началась публикация манги «Китаро с кладбища» (яп. 墓場鬼太郎 Хакаба Китаро:). Персонаж Китаро с кладбища появился в 1933 году в работах авторов камисибай сценариста Масами Ито (яп. 伊藤正美 Ито: Масами) и художника Кэйо Тацуми (яп. 辰巳恵洋 Тацуми Кэйо). Однако Мидзуки значительно развил как сам персонаж, так и мир историй о нём. Изначально истории о Китаро были мрачными, а мальчик выступал защитником людей от монстров. Однако позже мир ёкаев и взаимоотношения мифических существ вышли на первый план, а в манге появились комические элементы. Именно манга «Китаро с кладбища», выходившая в Weekly Shonen Magazine с 1965 по 1969 год, принесла первую широкую популярность Сигэру Мидзуки.
В 1965 году Мидзуки удостоился престижной премии манги Коданся (в то время «Премия Коданся за детскую мангу») за работу «Мальчик из телевизора».
Под влиянием его работ ёкаи обрели популярность, хотя сам термин «ёкай» прежде встречался лишь в научных работах по фольклористике.
Благодаря премии и успешной серии про Китаро Мидзуки получил известность и стал востребованным мангакой, количество заказов стало резко расти, и в 1966 году Сигэру Мидзуки основал студию «Мидзуки Продакшн», в которой работали такие художники, как Ёсихару Цугэ, Рёити Икэгами, Оодзи Судзуки.

### Зрелый период и мировая известность
1. Не стремитеcь к успеху, славе или победе
2. Делайте то, что не можете не делать
3. Не сравнивайте себя с другими и постоянно исследуйте то, что вам нравится
4. Верьте в силу любви
5. Талант и зарплата не одно и тоже
6. Не ленитесь, но умейте отдыхать
7. Верьте в невидимый мир

В конце 1970-х годах Мидзуки создал две манги, которые впоследствии принесли ему мировую популярность, — это частично автобиографические работы «Дан приказ умереть!» и «Бабушка Ноннон». Однако в 1980-х годах художник переживал творческий кризис. Его популярность утихла, он больше работал над фольклорными эссе, иллюстрировал энциклопедии мифических существ, выпускал собственные сборники о ёкаях. Именно в этот период он даже заявил, что «никаких ёкаев вообще не существует». Семейная история гласит, что младшая дочь Эцуко рассказала ему о ёкае мокумокурэн («множество глаз»), которого увидела на школьной экскурсии. Мидзуки снова возвратился к теме ёкаев.
В 1988—1989 годах он создал восьмитомную мангу «Сёва: История Японии в комиксах», которая принесла ему вторую премию Коданся и удостоилась особого внимания на Родине. На рубеже 1980-х — 1990-х годов работы Мидзуки обрели популярность в США (на волне общей популярности манги и аниме). По воспоминаниям телезрителей, некий аниме-сериал про ёкаев транслировался в России по каналу «2x2». В 1996 году в городе Сакаиминато, где прошло детство Сигэру, появилась улица, названная в его честь. Постепенно в городе стали развиваться достопримечательности и туристическая индустрия, связанная с именем художника. Впоследствии здесь появился музей, культурный центр и другие учреждения, связанные с именем Мидзуки. В 2007 году мангака удостоился главной европейской награды в области комиксов — Гран-при фестиваля комиксов в Ангулеме. На Родине его заслуги в 1990-х и 2000-х годах были отмечены несколькими высшими государственными наградами, а в 2010 году он удостоился звания Заслуженного деятеля культуры. В 2011 году газета The New York Times опубликовала рисунок Мидзуки, посвященный жертвам цунами.
В 2012 году манга «Дан приказ умереть!» удостоилась главной награды индустрии комиксов США — Премии Айснера. В 2013 году издательство «Коданся» начало публиковать собрание манги Мидзуки, состоящее из 33 томов.

### Смерть
11 ноября 2015 года Сигэру Мидзуки упал в своём доме в Токио и получил травму головы. Он был госпитализирован в больницу города Митака и срочно прооперирован. После операции находился в больнице на восстановлении. Однако 30 ноября у него развилась полиорганная недостаточность, вследствие которой он и скончался в возрасте 93 лет. Похоронен на кладбище при буддийском храме Дзиндай-дзи в городе Тёфу.
Ещё при жизни, в конце 1970-х годов, Мидзуки подготовил эскиз, по которому построили его могильный памятник, украшенный персонажами из манги.

## Встреча с народом Толаи

На обложке «Пятьдесят лет с Топеторо» традиционный костюм племени Толаи для ритуального танца Шин Шин

Во время пребывания в военно-полевом госпитале на острове Рабаул Мидзуки познакомился с местными жителями из племени толаи. Один из них, по имени Топеторо, стал его близким или даже «лучшим другом», как называл его сам мангака. Мидзуки интересовался фольклором толаи и даже хотел остаться жить на острове, но врач убедил его вернуться в Японию и посоветоваться с родителями, а кроме того получить надлежащее лечение.
Мидзуки неоднократно навещал остров после войны. О дружбе с местными жителями и об острове он написал несколько книг: «Воспоминания о Рабауле» (яп. ラバウル戦記 Рабауру сэнки), 1994, «Пятьдесят лет с Топеторо» (яп. トペトロとの50年 Топэторо но годзю:нэн), 1995, а также мангу «Записки о прошлой войне от отца к дочери» (яп. 水木しげるの娘に語るお父さんの戦記 Мидзуки Сигэру но мусумэ ни катару ото:сан но сэнки), 1995. Некоторые источники утверждают, что в 2003 года на Рабауле в честь мангаки назвали дорогу, однако карты острова этого не подтверждают. Студия Mizuki Productions поддерживает несколько благотворительных проектов для жителей Рабаула.

## Характер
По воспоминаниям дочерей, семья была самым важным в жизни отца. Мидзуки отличался весёлым нравом и любовью к простым удовольствиям. Правда, иногда он мог быть вспыльчивым. С детства любил покушать, о чём честно рассказывал в биографических произведениях, а также публиковал в Твиттере заметки о понравившихся блюдах. Во многих интервью он уверял в своей искренней вере в загробный мир, а могильный участок, который приобрёл и спроектировал ещё в конце 1970-х, почитал как свой будущий дом.

## Семья и личная жизнь
- Отец — Рёити Мура (яп. 武良 亮一 Мура Рё:ити) (1896 — октябрь 1984 года).
- Мать — Котоэ Мура (1900 — апрель 1994 года).
- Старший брат — Сохэй Мура (яп. 武良 宗平 Мура Со:хэй) (1920 — 11 сентября 2017 года).
  - По результатам военного трибунала был признан военным преступником класса B за казнь военнопленных, в исполнение преступного приказа начальства. Отбыл тюремное заключение. После работал наёмным сотрудником[6].
- Младший брат — Юкио Мура (яп. 武良 幸夫 Мура Юкио) (род. 1924) — после создания Mizuki Productions работал секретарём Сигэру, впоследствии генеральный директор студии[29].

Фусу Кагэяму иногда ошибочно называют бабушкой Мидзуки. На самом деле она была его соседкой, вдовой служителя синтоистского храма, которая подрабатывала служанкой и няней в семействе Мура. Она впечатлила юного Гэгэ рассказами о духах. «Да, да… Бабушка Ноннон знала очень многое о ёкаях… Но ещё больше я узнал о призраках, читая работы Кунио Янагиты», — говорил Мидзуки. Впоследствии о дружбе с Кагэямой-сан он напишет мангу «Бабушка Ноннон».
Жена — Нуноэ Мура (яп. 武良 布枝 Мура Нуноэ), урождённая Нуноэ Иидзука (яп. 飯塚 布枝 Иидзука Нуноэ), родилась 6 января 1932 года.
В 1961 году Сигэру женился на Нуноэ Иидзуке. Их знакомство устроил дядя Нуноэ, который был женат на дальней родственнице семьи Мура. Двадцативосьмилетняя Нуноэ считалась «старой девой», её сестры уже давно вышли замуж, а несколько встреч для сватовства, которые устроил её отец, оказались неудачными. Сигэру и Нуноэ сочетались браком всего спустя пять дней после знакомства в связи с загруженным графиком Мидзуки. В 2008 году Нуноэ опубликовала автобиографию GeGeGe no Nyōbō (яп. ゲゲゲの女房 «Жена ГеГеГе (КоКоКо)»), — название отсылает к самой известной манге Мидзуки GeGeGe no Kitarou («гегеге» — звукоподражание кудахтанию). Автобиография Нуноэ Муры была адаптирована в сценарии для телесериала и полнометражного фильма, а также в пьесу, для театральной постановки.
У супругов родились две дочери:
- Старшая — Наоко Мура, в замужестве Харагути, род. 24 декабря 1962[33], управляет студией Mizuki Productions[34].
- Младшая — Эцуко Мура (Мидзуки) (яп. 水木悦子 Мидзуки Эцуко), род. 24 декабря 1966 года, писательница, сценаристка, куратор благотворительных проектов, сотрудница студии Mizuki Productions, управляет наследием отца. Неоднократно появлялась как персонаж в отцовской манге.

Сигэру Мидзуки был буддистом, его имя в Дхарме — 大満院釋導茂.

## Особенности творчества

Китаро, мальчик-ёкай, родившийся на кладбище — персонаж, принесший Мидзуки славу

Популярность Мидзуки принесли истории о персонажах традиционного японского фольклора — ёкаях. Однако мифические существа действовали не в пространстве сказок и старых преданий, а в современном мире. В более позднем творчестве Мидзуки смешивал вымысел и реальность, используя приёмы, характерные для постмодернизма. В своём творчестве он описывал историю Японии XX века, через призму личного опыта. На родине высшей наградой была отмечена его работа «Сёва: История Японии в комиксах». Примечательно, что в 2004 году выпустили литературную адаптацию восьмитомной манги под названием «История эпохи Сёва для камисибай» — что одновременно отсылает и к популярности камисибай, предшествующих манге, в первой половине XX века, и к самому Мидзуки, который начинал свою творческую карьеру именно как художник камисибай.
В позднем периоде творчества Мидзуки уделил внимание автобиографии, подробно рассказав о том, как стал именно таким творцом. От детских впечатлений рассказами о ёкаях («Бабушка Ноннон»), через участие во Второй мировой войне («Дан приказ умереть!»), к становлению себя как художника: от рисования для камисибай до манги («Гроссбух Китаро»).
Характерный стиль рисунка художника: сочетание детализированного и проработанного фона со схематичными и карикатурными изображениями действующих персонажей. В смысловом плане, работы Мидзуки проникнуты идеями гуманизма, а также критикой милитаризма.

## Критика
Смерть явилась за Мидзуки.

— Куда ты меня отправишь? — спрашивает художник.

— В Ад, конечно, — отвечает Смерть.

— Это потому, что я доставил столько неприятностей?

— Нет! Просто все ёкаи хотят ваш автограф.
Творчество Сигэру Мидзуки отмечено многими наградами. Он обладатель главной награды в области манги в Японии — Премии издательства Коданся, Гран-при Международного фестиваля комиксов в Ангулеме (Франция) и Премии Айснера (США). Благодаря этому можно утверждать, что творчество автора признано не только на родине (где он также обладатель ряда высших национальных наград), но и во всём мире. А его работы удостаиваются эпитетов «иконический» и «легендарный».
Его влияние на поп-культуру Японии настолько велико, что уже и не распознается. В популярном сериале «Китаро» о мальчике-ёкае он открыл читателям мир духов и монстров. Именно благодаря деятельности Сигэру Мидзуки как фольклориста сейчас слово ёкай используется как общее обозначение всех сверхъестественных существ в японской мифологии. И животные-оборотни, и призраки, и ожившие предметы материального мира, и переродившиеся в странных существ люди — все эти существа являются ёкаями.Екатерина Рябова, Удивительная жизнь Сигэру Мидзуки

## Память
В городе Сакаиминато, где художник вырос, расположен музей Мидзуки.
В 1996 году одна из улиц города была названа именем мангаки. Впоследствии обочины дороги были украшены скульптурными изображениями персонажей его манги. С 2003 года в Сакаиминато действует Международный культурный центр Сигэру Мидзуки.
Однако скульптурные изображения ёкаев из манги художника можно встретить и в других городах Японии.
В России произведения Сигэру Мидзуки издаются в переводах японистки и популяризатора японской культуры Екатерины Рябовой, которая неоднократно выступала с лекциями и докладами о творчестве и биографии мангаки на специализированных мероприятиях.

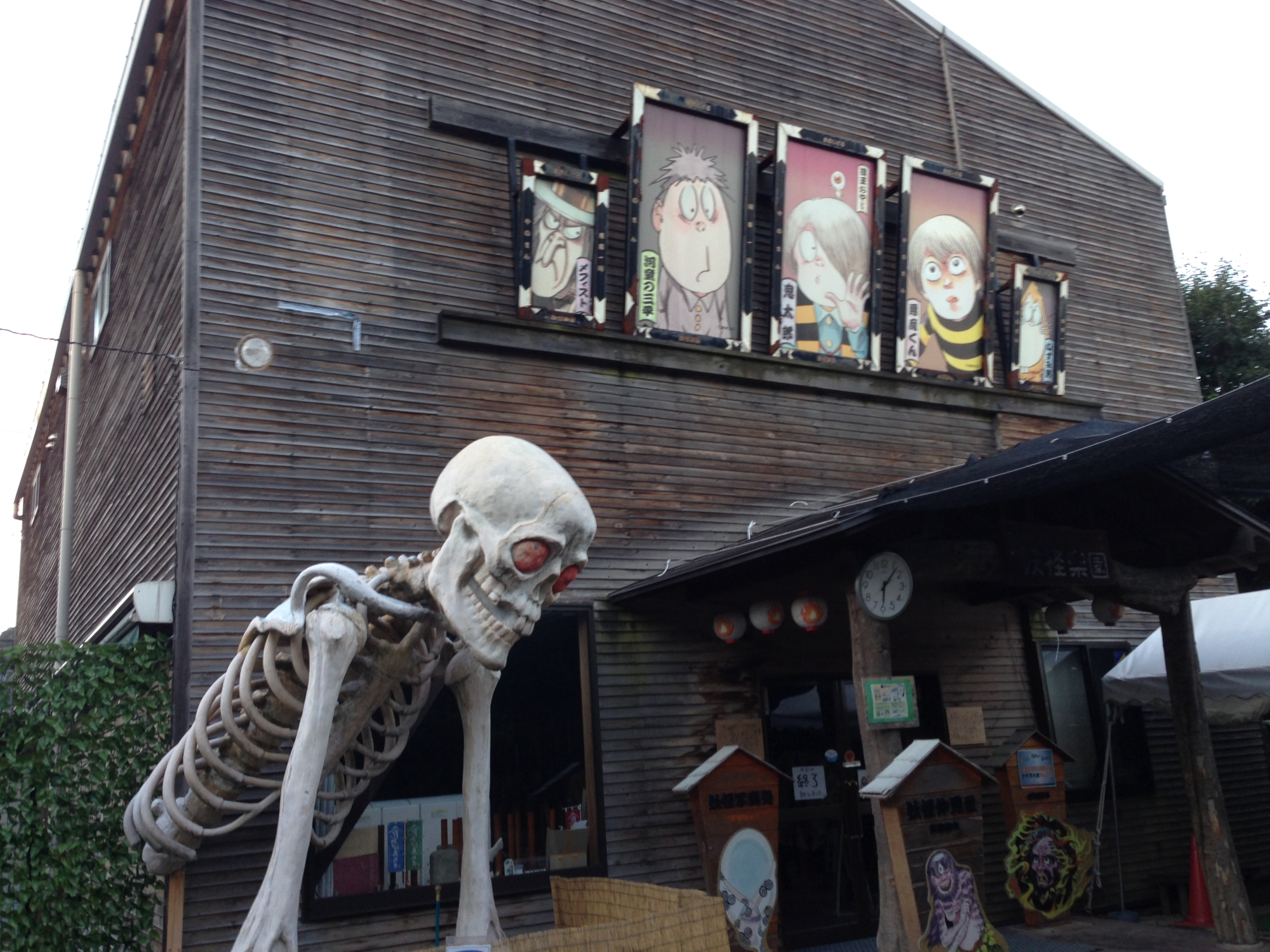
Вход в музей Сигэру Мидзуки
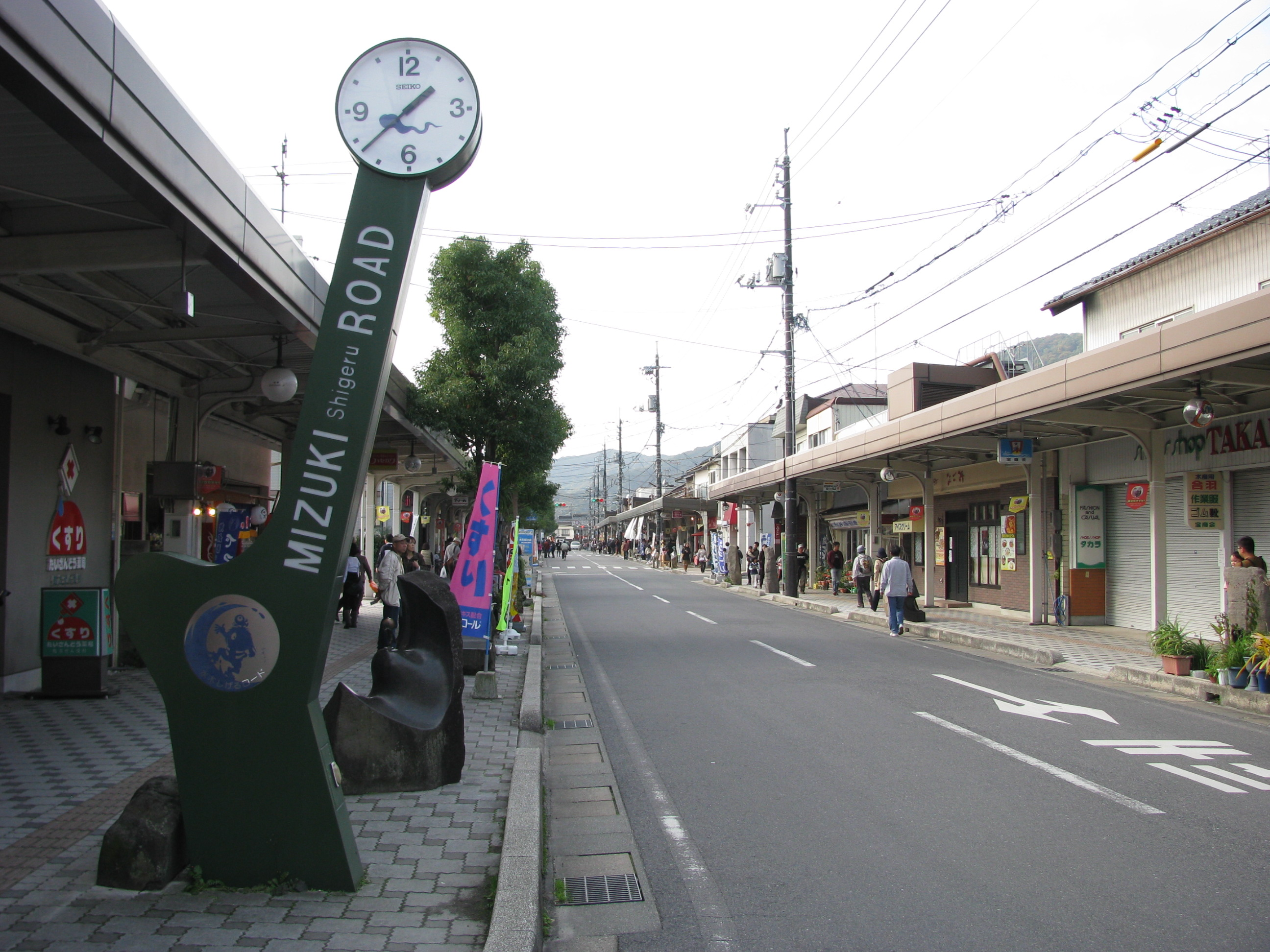
На обочине улицы Сигэру Мидзуки установлены скульптурные изображения персонажей из его манги
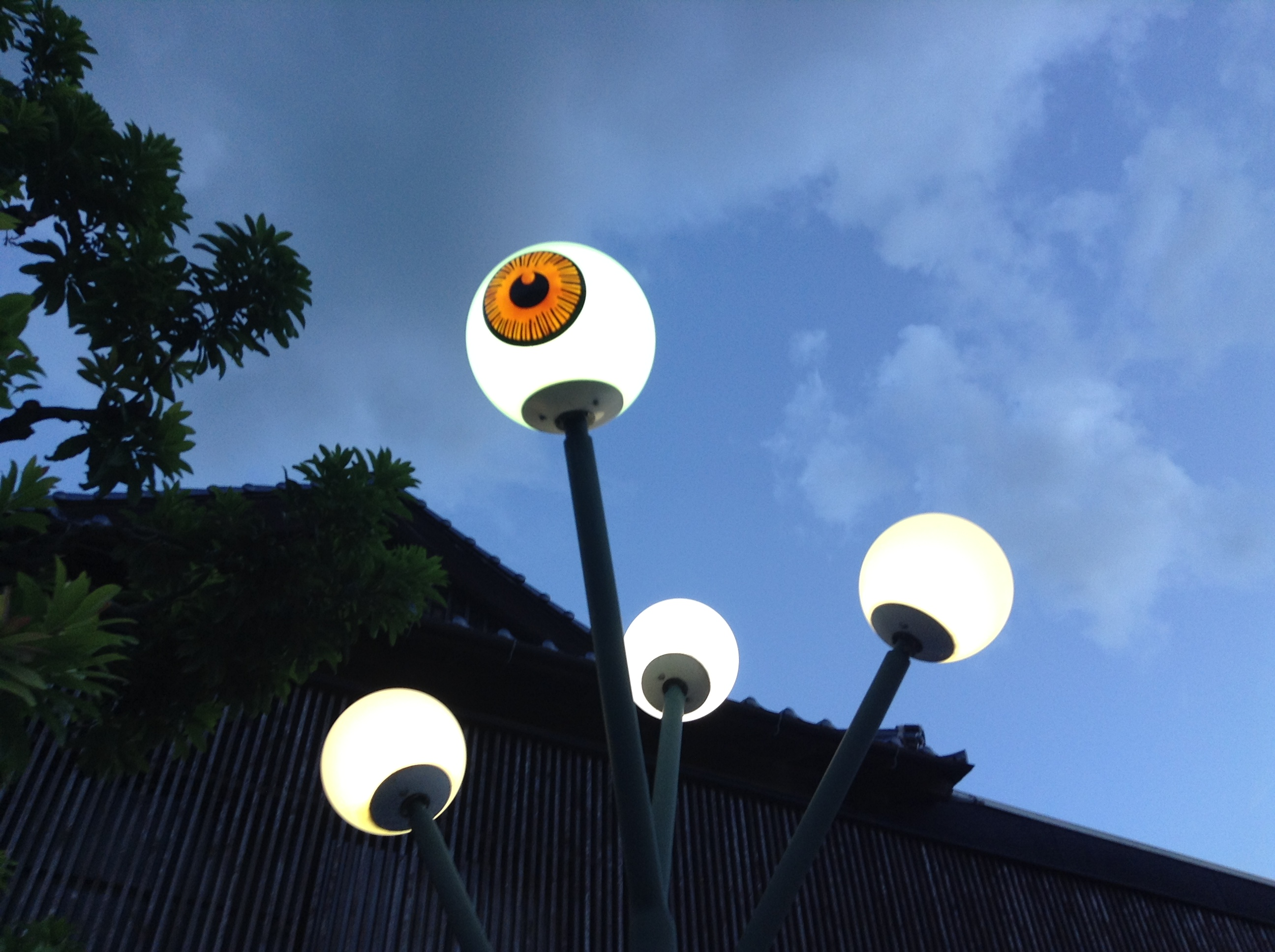
Фонари в Сакаиминато, оформленные, как ёкаи из произведений Мидзуки

## Награды
| Год  | Награда | Работа |
| ---- | --- | --- |
| 1965 | Премия манги Коданся (Kōdansha jidō manga shō, Премия Коданся за детскую мангу, вручалась в 1960—1968 годах) | «Мальчик из телевизора» / TV-kun |
| 1990 | Премия манги Коданся                                                                                         | «Сёва: История Японии в комиксах» / Komikku Shōwa-shi                                                                                 |
| 1991 | Медаль Почёта (с пурпурной лентой)                                                                           | За значительный вклад в достижения науки и искусства                                                                                  |
| 1996 | Премия Министерства образования                                                                              | За творчество |
| 1996 | В городе Сакаиминато назвали улицу в честь Сигэру Мидзуки                                                    | В городе Сакаиминато назвали улицу в честь Сигэру Мидзуки                                                                             |
| 2003 | Орден Восходящего солнца                                                                                     | За творчество |
| 2003 | Культурная премия имени Осаму Тэдзуки                                                                        | Специальная премия за творчество и многолетнюю работу                                                                                 |
| 2003 | В городе Сакаиминато открылся «Международный культурный центр Сигэру Мидзуки»                                | В городе Сакаиминато открылся «Международный культурный центр Сигэру Мидзуки»                                                         |
| 2007 | Гран-при международного фестиваля комиксов в Ангулеме                                                        | «Бабушка Ноннон» |
| 2008 | Премия Асахи                                                                                                 | С формулировкой: «За вклад в культуру манги, представленный широким спектром оригинальных работ о нечисти и изображения ужасов войны» |
| 2010 | Заслуженный деятель культуры (Bunka kōrōsha)                                                                 | За заслуги в области культуры |
| 2012 | Премия Айснера                                                                                               | «Дан приказ умереть!» |

## Избранная библиография
Помимо многочисленной манги, Сигэру Мидзуки создал ряд оформительных изображений (декорации для фильмов, театров, художественных выставок), а также иллюстрировал энциклопедии фольклора и составлял авторские сборники, посвящённые ёкаям. Кроме того он писал эссе и мемуары, особенно популярной стала книга «Теория счастья Мидзуки-сана» (яп. 水木サンの幸福論 Мидзуки-сан но ко:фукурон). Вся библиография художника насчитывает несколько десятков наименований. За творческую карьеру Мидзуки поработал в основных периодах развития искусства манги: камисибай; касихон (манга и журналы, которые брались напрокат); расцвет журнальных публикаций и современный период. Сигэру Мидзуки является одним из важнейших деятелей в истории манги.
| Год издания | Оригинальное название                                                    | Перевод                                                                       | Краткое описание |
| ----------- | ------------------------------------------------------------------------ | ----------------------------------------------------------------------------- | --- |
| 1958        | ロケットマン                                                             | «Человек-ракета»                                                              | Дебютная манга Сигэру Мидзуки. Ученый, доктор Уэцуто, первый японский Нобелевский лауреат, приобретает сверхспособности после того, как в его тело подселяется инопланетный паразит. Он противостоит злому учёному доктору Дораю, который создаёт огромных роботов и хочет поработить мир. |
| 1960 — 1969 | GeGeGe no Kitarō (яп. ゲゲゲの鬼太郎) или Hakaba Kitarō (яп. 墓場鬼太郎) | «КоКоКо Китаро», более известен как «Китаро с кладбища»                       | Китаро — одноглазый мальчик-ёкай, родившийся на кладбище. Он последний из своего рода. Многочисленные истории рассказывают про приключения Китаро и его друзей-ёкаев. Истории про Китаро автор создавал вплоть до 1997 года.                                                               |
| 1961 — 1962 | Kappa no Sanpei (яп. 河童の三平)                                         | «Каппа Сампэй»                                                                | Истории о мальчике по имени Сампэй Кавахара, которого каппа (водяные) приняли за своего и допустили к себе в царство. В своих приключениях Сампэй также встречается с различными ёкаями.                                                                                                   |
| 1963        | Akuma-kun (яп. 悪魔くん)                                                 | «Мальчик-Акума», встречается вариант «Мальчик-дьявол»                         | Приключения мальчика, который является духом огня акума. Это не менее популярная серия, чем приключения Китаро. В различных вариациях Мидзуки создавал истории об Акуме-куне вплоть до 1994 года.                                                                                          |
| 1971        | Gekiga Hittorā (劇画ヒットラー)                                          | «История Гитлера»                                                             | Биография Адольфа Гитлера |
| 1973        | Sōin Gyokusai Seyo! (総員玉砕せよ!)                                      | «Сокрушите всех врагов!», в России издана под названием «Дан приказ умереть!» | Практически автобиографическая манга о службе Сигэру Мидзуки во время Второй мировой войны. |
| 1977        | Nonnonba to Ore (のんのんばあとオレ)                                     | «Бабушка Ноннон и я», в России издана под названием «Бабушка Ноннон»          | Частично автобиографическая манга о детстве Сигэру Мидзуки. В ней отражено, как детская фантазия оживляет рассказы старушки-соседки, а мир реальный, мир мистический, и мир вымысла влияют друг на друга вплоть до смешения реальностей.                                                   |
| 1988 — 1989 | Komikku Shōwa-shi (コミック昭和史)                                       | «Сёва: История Японии в комиксах»                                             | История Японии с 1926 по 1989 год, на которые пришлись важнейшие события XX века. Ключевым событием манги является, естественно, Вторая мировая война и последовавшая оккупация Японии. В этой работе Мидзуки обличает милитаризм как Японии, так и США.                                   |

### Издания на русском языке
- «Бабушка Ноннон», Alt-Graph, Брянск: 2017;
- «Дан приказ умереть!», Alt-Graph, Брянск: 2018;
- «Гроссбух Китаро», Alt-Graph, Брянск: 2020;
- «Ночные истории Китаро», т.1, Alt-Graph, Брянск: 2022;
- «Ночные истории Китаро», т.2, Alt-Graph, Брянск: 2022.

## Экранизации
Все популярные манги Мидзуки были так или иначе экранизированы: в виде аниме или игровых фильмов. Манга «Китаро с кладбища» экранизировалась многократно. В период с 1968 по 2020 год было выпущено 547 эпизодов в семи аниме-сериалах. Кроме того — четыре игровых фильма, снятых в 1985, 1986, 2007 и 2008 годах. А также 15 видеоигр для разных игровых платформ в период с 1986 по 2008 годы. В 2007 году телеканал NHK General TV выпустил фильм для телевидения Kitarō ga Mita Gyokusai: Mizuki Shigeru no Sensō, снятый по мотивам манги «Дан приказ умереть!». Роль Сигэру Мидзуки в нём исполнил актёр театра кабуки и кино Тэруюки Кагава. Режиссёр Такаси Миикэ в 2005 году выпустил фильм «Великая война ёкаев» (Yôkai daisensô), вдохновлённый произведениями Мидзуки, в котором мангака исполнил эпизодическую роль Короля демонов.
В аниме «Помпоко: Война тануки» есть эпизодический персонаж Мидзуки-сэнсэй, выступающий в телепередаче. Данная отсылка не только дань уважения к творчеству мангаки, но и к конкретной манге «Великая война тануки», созданной в рамках сериала о Китаро.